# Port lotniczy Cap Skirring
Port lotniczy Cap Skirring (IATA: CSK, ICAO: GOGS) – port lotniczy położony w Cap Skirring, w Senegalu.

## Kierunki lotów i linie lotnicze
| Linia Lotnicza | Kierunek       |
| -------------- | -------------- |
| Air Senegal    | 1. Dakar-Diass |
| Transair       | 1. Dakar-Diass |